# Brian Flynn (Eishockeyspieler)
Brian Flynn (* 26. Juli 1988 in Lynnfield, Massachusetts) ist ein ehemaliger US-amerikanischer Eishockeyspieler und derzeitiger -scout, der im Verlauf seiner aktiven Karriere zwischen 2008 und 2002 unter anderem 282 Spiele für die Buffalo Sabres und Canadiens de Montréal in der National Hockey League (NHL) auf der Position des Centers bestritten hat. Zudem verbrachte Flynn knapp drei Jahre beim EV Zug und dem HC Ambrì-Piotta in der Schweizer National League.

## Karriere
Flynn begann seine Karriere in der Saison 2007/08 bei den New Hampshire Junior Monarchs in der amerikanischen Juniorenliga Eastern Junior Hockey League. Zwischen 2008 und 2012 stand er für die Universitätsmannschaft der University of Maine in der Hockey East, welche in den Spielbetrieb der Collegeliga National Collegiate Athletic Association (NCAA) eingegliedert ist, auf dem Eis.
Im März 2012 wurde der Angreifer von den Buffalo Sabres aus der National Hockey League (NHL) unter Vertrag genommen und zunächst in der American Hockey League (AHL) bei den Rochester Americans, dem Farmteam der Sabres, eingesetzt. Nach guten Offensivleistungen dort durfte der Rechtsschütze in der Saison 2012/13 erstmals in der NHL für die Sabres auflaufen und hat sich seitdem als Stammspieler im Kader etabliert. Im Sommer 2013 wurde sein Vertrag in Buffalo um zwei weitere Jahre verlängert.
Im März 2015 gaben ihn die Sabres an die Canadiens de Montréal ab und erhielten im Gegenzug ein Fünftrunden-Wahlrecht für den NHL Entry Draft 2016. Flynn spielte zwei Jahre in Montréal, bis sein auslaufender Vertrag nach der Spielzeit 2016/17 nicht verlängert wurde. In der Folge schloss er sich als Free Agent im Juli 2017 den Dallas Stars an, für die er in der Saison 2017/18 nicht in der NHL zum Einsatz kam und anschließend im Juli 2018 in gleicher Weise zu den St. Louis Blues wechselte. Diese setzten ihn bis Januar 2019 ausschließlich bei den San Antonio Rampage in der AHL ein, bevor sein Vertrag in St. Louis auf eigenen Wunsch aufgelöst wurde. Er beendete die Saison 2018/19 daraufhin beim EV Zug in der Schweizer National League und erzielte in 26 Matches 15 Skorerpunkte. Anschließend wechselte er innerhalb der Liga zu HC Ambrì-Piotta.
Nach knapp drei Jahren in der Schweiz kehrte Flynn im Juli 2021 in die NHL zurück, indem er einen Einjahresvertrag bei den New Jersey Devils unterzeichnete. Diese setzten ihn ausschließlich bei den Utica Comets in der AHL ein, bevor sein Vertrag im Sommer 2022 nicht verlängert wurde. Flynn pausierte danach ein Jahr, bevor er im Sommer 2023 als Scout von den Detroit Red Wings aus der NHL angeheuert wurde.

## Karrierestatistik
(Legende zur Spielerstatistik: Sp oder GP = absolvierte Spiele; T oder G = erzielte Tore; V oder A = erzielte Assists; Pkt oder Pts = erzielte Scorerpunkte; SM oder PIM = erhaltene Strafminuten; +/− = Plus/Minus-Bilanz; PP = erzielte Überzahltore; SH = erzielte Unterzahltore; GW = erzielte Siegtore; 1 Play-downs/Relegation; Kursiv: Statistik nicht vollständig)